# Vic Berton
Vic Berton, geboren als Victor Cohen (Chicago, 7 mei 1896 - Hollywood, 26 december 1951) was een Amerikaanse jazz-drummer. Hij was in de jaren twintig een van de beste jazzdrummers.
Berton, zoon van een violist, speelde als kind verschillende instrumenten, waaronder piano en drums. Toen hij zeven was speelde hij in het orkest van een theater in Milwaukee en op zijn zestiende speelde hij met de symfonieorkesten van Milwaukee en Chicago. Tijdens de Eerste Wereldoorlog speelde hij in de marineband van John Philip Sousa. Na de oorlog keerde hij terug naar Chicago, waar hij begin jaren twintig actief was in verschillende dansorkesten, waaronder die van Art Kahn en Arnold Johnson. In die tijd schreef hij met Art Kassell het nummer "Sobbin' Blues", dat in de jaren erna door veel bands gespeeld werd. Hij leerde rond 1924 Bix Beiderbecke kennen en werd de manager van de band waarin Beiderbecke speelde, The Wolverines. Ook speelde hij daarin af en toe drums. In New York speelde hij in de groepen van Red Nichols, Roger Wolfe Kahn en Paul Whiteman (1927) en was hij drummer op verschillende opnames van het studio-orkest The Charleston Chasers. Eind jaren twintig vertrok hij naar Californië. Hier had hij een eigen band, die in het midden van de jaren dertig enkele hitplaten had, waaronder "Taboo" en "I've Been Waiting All Winter". Hij werkte als studiomuzikant voor filmstudio's en was enige tijd muzikaal leider van Paramount. Tevens speelde hij in het Los Angeles Philharmonic Orchestra. In de jaren veertig was hij percussionist voor 20th Century Fox.
Berton is te horen op plaatopnames van Jelly Roll Morton, Boyd Senter, The Red Heads, Louisiana Rhythm Kings, Louis Armstrong, Sam Lanin, Annette Hanshaw, Bing Crosby, Cleo Brown, Adrian Rollini, Joe Venuti met Eddie Lang, Louis Prima en anderen.
Vic Berton overleed aan de gevolgen van longkanker.
Bertons broer Ralph Berton was eveneens een jazzdrummer. Ook was hij een jazzauteur. 